# Vllahat
Vllahat là một ngôi làng ở hạt Vlorë ở miền nam Albania. Nó là một phần của đô thị Delvinë. Ngôi làng có người Hồi giáo gốc Albani.